# The Veil
The Veil (Hangul: 검은 태양; RR: Geom-eun Taeyang, lit. Black Sun), es una serie de televisión surcoreana transmitida del 17 de septiembre de 2021 al 23 de septiembre de 2021 a través de MBC.

## Sinopsis
La serie sigue a Han Ji-hyuk, un importante agente del Servicio de Inteligencia Nacional (NIS), quien hace todo lo que está en sus manos por descubrir al traidor interno que lo llevó a su caída, y en el proceso termina enfrentándose a un enemigo mucho más grande que se encuentra detrás de la organización.
Ji-hyuk es el principal agente de campo del NIS, sus colegas lo admiran por su historial perfecto y sus habilidades para completar las misiones. Mientras se encuentra en una operación en donde estaba siguiendo a un importante sindicado del crimen organizado y justo cuando los tiene acorralados de pronto desaparece de la faz de la tierra, dejando al NIS en crisis.
Un año después, regresa al servicio para sacudir nuevamente al sindicato y encontrar al traidor interno.
Seo Soo-yeon, es la jefa del equipo 4 del Centro de Información del Crimen, desempeña con excelencia sus funciones. Tiene un gran cariño por la gente y se preocupa especialmente por sus compañeros.

## Reparto

### Personajes principales
| Actor        | Personaje    | N.º de episodios | Notas |
| ------------ | ------------ | ---------------- | --- |
| Namkoong Min | Han Ji-hyuk  | 12               | Es el mejor agente de campo de la NIS, un hombre admirado por sus colegas por su astuto y perfecto desempeño. |
| Kim Ji-eun   | Yoo Je-yi    | -                | Es la compañera de Ji-hyuk, quien se graduó temprano del KAIST y ha demostrado ser una prometedora agente de campo. |
| Park Ha-sun  | Seo Soo-yeon | -                | Es la directora del Centro para la Integración de Información Criminal, tiene un excelente desempeño de sus funciones y en la resolución de casos. Es compañera de trabajo de Ji-hyuk en el NIS. Es una mujer fría que cerró su corazón después de la muerte de su pareja Oh Kyung-seok. |

### Personajes secundarios
| Actor           | Personaje                 | N.º de episodios | Notas                                                                                     |
| --------------- | ------------------------- | ---------------- | ----------------------------------------------------------------------------------------- |
| Jang Young-nam  | Do Jin-sook               | -                | Es la subdirectora de la división del NIS en el extranjero.                               |
| Kim Jong-tae    | Kang Pil-ho               | -                | Es el director de la división del NIS en el extranjero.                                   |
| Kim Do-hyun     | Ha Dong-gyun              | -                | Es un miembro del Equipo 1 del Centro de Integración de Información Criminal del NIS.     |
| Park Jin-woo    | Cha Min-chul              | -                |                                                                                           |
| Kwon So-hyun    | Goo Hyo-eun               | -                | Es una agente del equipo de apoyo de campo del NIS.                                       |
| Lee Geung-young | Lee In-hwan               | -                | Es el subdirector de la división Nacional del NIS.                                        |
| Kim Min-sang    | Jeong Yong-tae            | -                | Es un director del NIS.                                                                   |
| Yu Oh-seong     | Baek Mo-sa (Yoo Joon-man) | -                | Es el padre de Yoo Je-yi                                                                  |
| Kim Byung-ki    | Bang Young-chan           | -                | Es un directo del NIS.                                                                    |
| Jung Moon-sung  | Jang Chun-woo             | -                |                                                                                           |
| Woo Ji-hyun     | Wie Goo-pyung             |                  | [ 20 ]                                                                                    |
| Hyun Bong-shik  | Chun Myung-ki             | -                | Es un agente de administración del servidor del NIS.                                      |
| Jung Ji-yoon    | Kim Yeo-jin               | -                | Es una psicóloga del NIS.                                                                 |
| Hwang Hee       | Oh Kyung-seok             | -                | Es un agente del equipo "Black Sheep" del NIS, que fue asesinado. Salía con Seo Soo-yeon. |
| Jo Bok-rae      | Kim Dong-wook             | -                | Es un agente del equipo "Black Sheep" del NIS.                                            |
| Ok Ja-yeon      | Lin Wei                   | -                | Es la agente del Ministerio de Seguridad del Estado de China.                             |

### Otros personajes
| Actor         | Personaje      | N.º de episodios | Notas                                                                                  |
| ------------- | -------------- | ---------------- | -------------------------------------------------------------------------------------- |
| Ahn Ji-ho     | Choi Sang-gyun | -                | Es el hijo de un agente muerto, cuando su vida está en peligro Han Ji-hyuk lo protege. |
| Ahn Jung-ho   | -              | -                | Es un agente.                                                                          |
| -             | Kim Young-gook | -                | Es el colega muerto de Baek Mo-sa.                                                     |
| Joo Jong-hyuk | Chang-gyu      |                  | [ 22 ]                                                                                 |

### Apariciones especiales
| Actor          | Personaje       | N.º de episodios | Notas |
| -------------- | --------------- | ---------------- | ----- |
| Park Won-sang  | Nam Seon-woo    | -                |       |
| Park Hyuk-kwon | Lee Myung-cheol | -                |       |

## Episodios
La serie está conformada por doce episodios, los cuales fueron emitidos todos los viernes y sábados a las 10:00pm (KST).
En octubre de 2021 se anunció que la serie tendría dos episodios especiales titulados Möbius: The Veil, los cuales estarán centrados en el personaje de Seo Soo-yeon (interpretado por la actriz Park Ha-sun).

### Ratings
Los números en color rojo indican las calificaciones más bajas, mientras que los números en azul indican las calificaciones más altas.
| Episodio | Fecha de emisión         | Participación promedio de audiencia | Participación promedio de audiencia | Participación promedio de audiencia |
| Episodio | Fecha de emisión         | Nielsen Korea                       | Nielsen Korea                       | TNmS                                |
| Episodio | Fecha de emisión         | Nacional                            | Seúl                                | Nacional                            |
| -------- | ------------------------ | ----------------------------------- | ----------------------------------- | ----------------------------------- |
| 1        | 17 de septiembre de 2021 | 7.2% (9.ª)                          | 8.2%(6.ª)                           | 5.4% (14.ª)                         |
| 2        | 18 de septiembre de 2021 | 8.0% (4.ª)                          | 8.5% (4.ª)                          | 7.9% (2.ª)                          |
| 3        | 24 de septiembre de 2021 | 9.8% (5.ª)                          | 10.1% (5.ª)                         | 8.4% (6.ª)                          |
| 4        | 25 de septiembre de 2021 | 8.3% (4.ª)                          | 8.6% (3.ª)                          | 7.5% (4.ª)                          |
| 5        | 1 de octubre de 2021     | 9.4% (5.ª)                          | 9.8% (5.ª)                          | 8.6% (6.ª)                          |
| 6        | 2 de octubre de 2021     | 8.6% (4.ª)                          | 9.2% (3.ª)                          | 8.3%                                |
| 7        | 8 de octubre de 2021     | 8.4% (6.ª)                          | 8.7% (5.ª)                          | 7.1%                                |
| 8        | 9 de octubre de 2021     | 7.8% (4.ª)                          | 8.6% (3.ª)                          | 7.6%                                |
| 9        | 15 de octubre de 2021    | 8.3% (6.ª)                          | 8.4% (4.ª)                          | 6.3%                                |
| 10       | 16 de octubre de 2021    | 7.6% (5.ª)                          | 7.7% (4.ª)                          | 6.7%                                |
| 11       | 22 de octubre de 2021    | 7.4% (7.ª)                          | 7.5% (8.ª)                          | 6.7%                                |
| 12       | 23 de octubre de 2021    | 8.8% (3th)                          | 9.2% (3th)                          | 7.6% (3th)                          |
| Promedio | Promedio                 | 8.30%                               | 8.71%                               | 7.34%                               |

#### Especial
| Parte | Fecha de emisión         | Participación promedio de audiencia | Participación promedio de audiencia | Participación promedio de audiencia |
| Parte | Fecha de emisión         | Nielsen Korea                       | Nielsen Korea                       | TNmS                                |
| Parte | Fecha de emisión         | Nacional                            | Seúl                                | Nacional                            |
| ----- | ------------------------ | ----------------------------------- | ----------------------------------- | ----------------------------------- |
| 1     | 18 de septiembre de 2021 | 4.3% (17.ª)                         | 4.2% (17.ª)                         | 4.6% (15.ª)                         |

## Música
El OST de la serie está conformado por las siguientes canciones:

### Parte 1
| No. | Intérprete | Canción          | Letra | Música | Duración |
| --- | ---------- | ---------------- | ----- | ------ | -------- |
| 1   | Yoari      | "Reason"         | -     | -      | -        |
| 2   |            | "Reason" (Inst.) | -     | -      | -        |

### Parte 2
| No. | Intérprete      | Canción                | Letra | Música | Duración |
| --- | --------------- | ---------------------- | ----- | ------ | -------- |
| 1   | Elaine (일레인) | "Stay With Me"         | -     | -      | -        |
| 2   |                 | "Stay With Me" (Inst.) | -     | -      | -        |

### Parte 3
| No. | Intérprete | Canción                             | Letra | Música | Duración |
| --- | ---------- | ----------------------------------- | ----- | ------ | -------- |
| 1   | Yoari      | "Searching For Reasons Why"         | -     | -      | -        |
| 2   |            | "Searching For Reasons Why" (Inst.) | -     | -      | -        |

### Parte 4
| No. | Intérprete            | Canción          | Letra | Música | Duración |
| --- | --------------------- | ---------------- | ----- | ------ | -------- |
| 1   | Lee Jung-min (이정민) | "Get Ya"         | -     | -      | -        |
| 2   |                       | "Get Ya" (Inst.) | -     | -      | -        |

## Premios y nominaciones
| Año  | Categoría                                        | Premios              | Nominado(a)                  | Resultado |
| ---- | ------------------------------------------------ | -------------------- | ---------------------------- | --------- |
| 2021 | Gran Premio (Daesang)                            | 2021 MBC Drama Award | Namkoong Min                 | Ganó      |
| 2021 | Top Premio a la excelencia, actor en miniserie   | 2021 MBC Drama Award | Namkoong Min                 | Nominado  |
| 2021 | Premio a la gran excelencia, actriz en miniserie | 2021 MBC Drama Award | Park Ha-sun                  | Nominada  |
| 2021 | Premio a la excelencia, actor en miniserie       | 2021 MBC Drama Award | Kim Jong-tae                 | Ganó      |
| 2021 | Premio a la excelencia, actriz en miniserie      | 2021 MBC Drama Award | Jang Young-nam               | Nominada  |
| 2021 | Excellence Award, Actor in a Short Drama         | 2021 MBC Drama Award | Jung Moon-sung               | Ganó      |
| 2021 | Mejor actor de reparto                           | 2021 MBC Drama Award | Kim Do-hyun                  | Ganó      |
| 2021 | Mejor actriz de reparto                          | 2021 MBC Drama Award | Kwon So-hyun                 | Nominada  |
| 2021 | Mejor pareja (por "Moebius: The Veil")           | 2021 MBC Drama Award | Park Ha-sun y Jung Moon-sung | Nominados |
| 2021 | Mejor actriz revelación                          | 2021 MBC Drama Award | Kim Ji-eun                   | Ganó      |

## Producción
La serie fue creada por Kim Seung-mo (de la MBC) y también es conocida como "Black Sun".
La dirección está bajo el cargo de Kim Sung-yong (김성용), quien contó con el apoyo del guionista Park Seok-ho. La dirección creativa está en manos de Kim Ji-ha.
Por otro lado, la producción fue realizada por Kim He-bok (de la MBC), quien contó con el apoyo en la producción ejecutiva de Kim Myung (CP), Yoo Hong-koo, Kelly SH y Song Eun-do. Mientras que la composición fue realizada por Kim Jang-woo.
La serie recibió una inversión de 15 mil millones de wones de la MBC y Wavve para su producción.
La primera lectura del guion fue realizada en 2021. Mientras que la conferencia de prensa en línea fue realizada el 16 de septiembre del mismo año.
La serie también contó con el apoyo de las compañías de producción MBC, 3Mana Creative y Ateod Co. Ltd.
En agosto de 2021 se anunció que la actriz Kim Ji-eun había dado positivo para COVID-19 luego de entrar en contacto con una persona positiva, por lo que el equipo de producción de la serie declaró que: "aunque las autoridades de control de enfermedades del país no habían clasificado a ninguno de nuestro elenco y equipo como un contacto cercano, hemos aconsejado a todos los actores y miembros del personal de producción que se hagan la prueba por si acaso".

### Recepción
Desde su estreno la serie ha obtenido altos índices de audiencia y elogios por parte de los espectadores.
El 23 de septiembre de 2021, Good Data Corporation compartió su nueva clasificación de los dramas y miembros del elenco que generaron más revuelo durante la semana. Las listas se compilaron a partir del análisis de artículos de noticias, publicaciones de blogs, comunidades en línea, videos y publicaciones en redes sociales sobre los dramas que están actualmente al aire o que saldrán al aire próximamente. La serie obtuvo el puesto número 5 en la lista de dramas, más comentados de la semana. Mientras que el actor Namkoong Min ocupó el puesto 6 dentro de la lista de los mejores actores de drama que generaron más expectación en esa semana.
El 29 de septiembre de 2021, Good Data Corporation compartió su nueva clasificación de los dramas y miembros del elenco que generaron más revuelo durante la semana. Las listas se compilaron a partir del análisis de artículos de noticias, publicaciones de blogs, comunidades en línea, videos y publicaciones en redes sociales sobre los dramas que están actualmente al aire o que saldrán al aire próximamente. La serie obtuvo el puesto número 3 en la lista de dramas, más comentados de la semana, mientras que el actor Namkoong Min ocupó el puesto 4 dentro de los diez miembros del elenco más comentados de la semana.
El 5 de octubre de 2021, Good Data Corporation compartió su nueva clasificación de los dramas y miembros del elenco que generaron más revuelo durante la primera semana de octubre. Las listas se compilaron a partir del análisis de artículos de noticias, publicaciones de blogs, comunidades en línea, videos y publicaciones en redes sociales sobre los dramas que están actualmente al aire o que saldrán al aire próximamente. La serie obtuvo el puesto número 5 en la lista de dramas, más comentados de la semana. Mientras que el actor Namkoong Min ocupó el puesto 6 dentro de la lista de los mejores actores de drama que generaron más expectación en esa semana.
El 16 de octubre del mismo año, Good Data Corporation compartió su nueva clasificación de los dramas y miembros del elenco que generaron más revuelo durante la semana. Las listas se compilaron a partir del análisis de artículos de noticias, publicaciones de blogs, comunidades en línea, videos y publicaciones en redes sociales sobre los dramas que están actualmente al aire o que saldrán al aire próximamente. La serie obtuvo el puesto número 5 en la lista de dramas, más comentados de la semana, mientras que el actor Namkoong Min ocupó el puesto 6 dentro de los diez miembros del elenco más comentados de la semana.
El 23 de octubre del mismo año, Good Data Corporation compartió su nueva clasificación de los dramas y miembros del elenco que generaron más revuelo durante la semana. Las listas se compilaron a partir del análisis de artículos de noticias, publicaciones de blogs, comunidades en línea, videos y publicaciones en redes sociales sobre los dramas que están actualmente al aire o que saldrán al aire próximamente. La serie obtuvo el puesto número 6 en la lista de dramas, más comentados de la semana. Mientras que el actor Namkoong Min ocupó el puesto 10 dentro de la lista de los mejores actores de drama que generaron más expectación en esa semana.
El 30 de octubre del mismo año, Good Data Corporation compartió su nueva clasificación de los dramas y miembros del elenco que generaron más revuelo durante la semana. Las listas se compilaron a partir del análisis de artículos de noticias, publicaciones de blogs, comunidades en línea, videos y publicaciones en redes sociales sobre los dramas que están actualmente al aire o que saldrán al aire próximamente. La serie volvió a ocupar el puesto número 6 dentro de la lista de dramas, más comentados de la semana.